# Izabella Wołłejko-Chwastowicz
Izabella Lucyna Wołłejko-Chwastowicz – polska urzędniczka i dyplomatka; Konsul Generalna RP w Ostrawie od 2019 do 2024.

## Życiorys
Absolwentka Uniwersytetu Karola w Pradze oraz europeistyki na Uniwersytecie Jagiellońskim. Studiowała podyplomowo zarządzanie bezpieczeństwem informacji w Szkole Głównej Handlowej w Warszawie.
Od 2003 jest mianowaną urzędniczką służby cywilnej. W latach 1999–2000 pracowała w Małopolskim Urzędzie Marszałkowskim, gdzie zajmowała się m.in. współpracą międzynarodową z Samorządowym Krajem Preszowskim i Żylińskim. W latach 2000–2001 w Kancelarii Prezesa Rady Ministrów odpowiadała za organizację i protokolarne przygotowanie wizyt Premiera. W latach 2001–2006 pracowała w Urzędzie Komunikacji Elektronicznej. Od 2006 pracuje w Ministerstwie Spraw Zagranicznych, m.in. w Biurze Kadr i Szkolenia oraz w Biurze Archiwum i Zarządzania Informacją. W latach 2012–2016 na stanowisku radcy w Ambasadzie RP w Pradze odpowiadała m.in. za promocję Polski oraz wsparcie współpracy pomiędzy samorządami. W 2016 zajmowała stanowisko zastępczyni dyrektora Departamentu Dyplomacji Publicznej i Kulturalnej, od 2017 do 2018 była dyrektorką Biura Spraw Osobowych, a następnie Inspektoratu Służby Zagranicznej. Od 1 lutego 2019 do 2024 Konsul Generalna RP w Ostrawie.
Została odznaczona w 2016 przez Szefa Urzędu ds. Kombatantów i Osób Represjonowanych medalem „Pro patria”.
Jest mężatką, ma jedną córkę.